# Asier Berasaluze
Asier Berasaluze Berrizbeitia (1983 - ), conocido deportivamente como Berasaluze IX, es un pelotari profesional español campeón de varios tormeos entre los que destaca el Campeonato Manomanista de Segunda del año 2006.

## Biografía
Asier Berasaluze, conocido como Barasaluze IX, nació en la localidad vizcaína de Bérriz (País Vasco, España) el 26 de diciembre de 1983.  Juega en el puesto de delantero. Debutó como profesional en el frontón de Mallavia el 14 de agosto de 2005 con la empresa Aspe.
El juego de Berasaluze es anárquico con un saque fuerte, rápido y raso, que le ha valido el apodo de "el latiguillo de Berriz", y durante el peloteo busca constantemente el remate.

## Palmarés
- Campeón del Torneo de Elgeta 2005.
- Campeón del Torneo Elite 4 1/2 2005.
- Campeón juvenil del Torneo Diario Vasco.
- Subcampeón del Torneo Diario Vasco parejas 2003.
- Campeón del Torneo Elite parejas 2003.
- Campeón Campeonato Manomanista de Segunda 2006.[1]
- Campeón Campeonato Parejas de Segunda 2009

## Final del manomanista de 2.ª Categoría
| Año  | Campeón       | Subcampeón | Tanteo | Frontón |
| ---- | ------------- | ---------- | ------ | ------- |
| 2006 | Berasaluze IX | Arretxe II | 22-21  | Labrit  |